# Bezugsnorm
Als Bezugsnorm bezeichnet man in der Leistungsbewertung die Art des Maßstabes, nach dem eine Leistung – insbesondere in der Schule – bewertet wird. Es werden drei Arten von Bezugsnormen unterschieden, die soziale, die individuelle und die sachliche (kriteriumsorientierte) Bezugsnorm.

## Soziale Bezugsnorm
Bei der sozialen Bezugsnorm erfolgt ein Leistungsvergleich mit anderen Personen anhand eines Durchschnitts, wobei das Prinzip der Aufgabengleichheit gilt. Die Ursachenerklärung des Lehrers sind Fähigkeit, Begabung und Intelligenz des Einzelnen. Das Verfahren ist relativ einfach anwendbar und gut, um die Besten und Schwächsten herauszufinden. Allerdings sind die Vergleichsmöglichkeiten begrenzt, der individuelle Lernzuwachs wird ausgeblendet und es ist teilweise demotivierend für schlechte Schüler.

## Individuelle Bezugsnorm
Durch einen intraindividuellen Längsschnittvergleich eines Schülers wird die individuelle Bezugsnorm angewendet. Leistungssteigerungen und Leistungsabfälle sind Ausgangspunkt der Bewertung. Die Aufgaben werden angepasst und die erbrachte Anstrengung ist die alleinige Ursachenerklärung des Lehrers. Hierbei erhält man detaillierte Rückmeldungen über Lernzuwächse und Schwankungen. Das Verfahren ist motivierend für schwache Schüler, blendet aber andauernde Leistungsunterschiede aus und bedeutet einen größeren Aufwand als die soziale Bezugsnorm.

## Sachliche (Kriteriumsorientierte) Bezugsnorm
Die sachliche Bezugsnorm zielt auf den Erwerb eines bestimmten Kenntnis- bzw. Fähigkeitsstands ab. Bei vorhandenen Kompetenzstandards ist sie einfach in der Anwendung. Die Ausarbeitung von Kompetenzstandards ist dabei sehr aufwendig. Das Verfahren ist unsensibel gegenüber Lernfortschritten.

## Einfluss der Bezugsnorm auf die Motivation
Wie sich in mehreren Studien gezeigt hat (Vgl. Krug & Lecybyl, Krug & Kuhlmann) eignet sich insbesondere die Implementierung individueller Bezugsnormierung dafür, auf Schülerseite ein erhöhtes Interesse hervorzurufen. Speziell die Gruppe der leistungsschwachen Schüler profitierte in oben aufgeführten Studien von dem veränderten Unterrichtsvorgehen. Dies traf auch in weitaus schwächerem Ausmaß auf die Gruppe der leistungsstarken Schüler zu. In der mittleren Leistungsebene wiederum konnten keine bemerkenswerten Veränderungen der Schulleistungen festgestellt werden.

## Vorschläge für eine konkrete Umsetzung individueller Bezugsnormierung im Unterricht
Bei der Aufgabenstellung im mündlichen Unterricht gilt das Prinzip Fordern, aber weder über- noch unterfordern. Bei Erfolg kann die Frage erweitert oder differenziert werden, um die Schwierigkeit zu steigern. Bei Misserfolg sollte die Frage neu formuliert werden oder der Schüler durch Zusatzhilfen unterstützt werden. In der Ursachenzuschreibung wird das Vertrauen des Schülers in die eigene Tüchtigkeit gesteigert. Erfolg wird auf die eigene Tüchtigkeit, Anstrengung und Interesse zurückgeführt. Misserfolg liegt in zu geringem Einsatz begründet, wobei die grundsätzliche Fähigkeit nicht angezweifelt wird.
Lob und Tadel erfolgen als Leistungsrückmeldung nach individuellen Standards. Leistungssteigerungen und Anstrengungen werden gelobt. Es findet keine starke oder übertriebene Kritikaussprechung bei Misserfolg statt. Erwartungsäußerungen gehen zurück auf das Prinzip Anstrengung führt zu Leistungssteigerung. Bei Erfolg findet eine positive Rückmeldung statt, mit Verweis auf andere Bereiche zur Leistungssteigerung. Dem Schüler wird bei Misserfolg Vertrauen in die eigenen Fähigkeiten suggeriert.

## Bezugsnormorientierung
Unter Bezugsnormorientierung wird die dispositionelle (dt. veranlagungsbedingte) Bevorzugung einer bestimmten Bezugsnorm verstanden. Allerdings treten in der Regel ausschließlich Mischformen auf. So wird beispielsweise für die Benotung von Klassenarbeiten die soziale, und für den Kommentar darunter die individuelle Bezugsnorm verwendet.
Wie sich gezeigt hat, geht die Verwendung bestimmter Bezugsnormen häufig einher mit speziellen Einstellungen und Verhaltensweisen der entsprechenden Lehrer. So neigen Lehrer mit sozialer Bezugsnormorientierung eher dazu zeitkonstante Faktoren (z. B. Fähigkeit, Begabung) als primäre Ursache von Schulleistungen anzusehen. Dem gegenüber betrachten Lehrer mit individueller Bezugsnormorientierung häufiger zeitvariable Faktoren (Interesse, Motivation, Anstrengung, Unterrichtsgestaltung) als Hauptursache für gute oder schlechte Schülerleistungen.